# Corolla ovata
Corolla ovata är en snäckart som först beskrevs av Jean René Constant Quoy och Joseph Paul Gaimard 1832.  Corolla ovata ingår i släktet Corolla och familjen Cymbuliidae. Inga underarter finns listade i Catalogue of Life.